# Jeneba Tarmoh
Jeneba Sylvia Tarmoh, ameriška atletinja, * 27. september 1989, Los Angeles, ZDA.
Nastopila je na poletnih olimpijskih igrah leta 2012, kjer je osvojila naslov olimpijske prvakinje v štafeti 4x100 m. Na svetovnih prvenstvih je osvojila srebrno medaljo v štafeti 4x100 m leta 2013.